# Groenelaan

Groenelaan zoals gelegen in Amstelveen

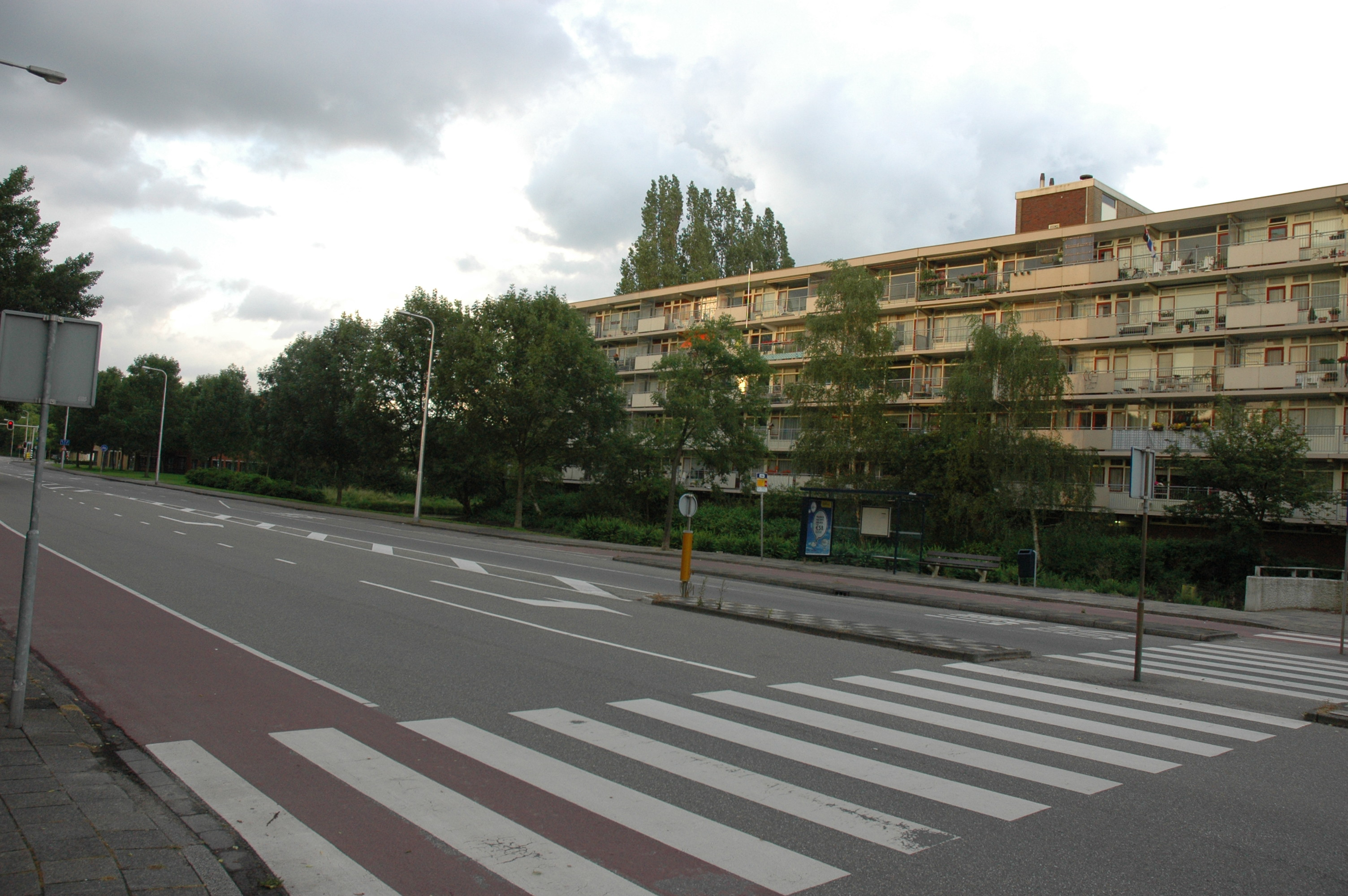
De Groenelaan ter hoogte van In de Wolken.

Groenelaan is een wijk maar ook een (doorgaande) straat in de Noord-Hollandse stad Amstelveen. De wijk ligt in het zuidoosten van de stad en ligt globaal ten zuiden van de A9, ten noorden van de wijk Waardhuizen, ten oosten van de Beneluxbaan en ten westen van de Amstel. Oorspronkelijk begon de straat als het verlengde van de Ouderkerkerlaan na het viaduct met de gelijknamige tramhalte. Sinds de opening van van de Laan van Langerhuize heet dit deel van de Groenelaan de Laan van Langerhuize en begint de Groenelaan bij het kruispunt met de Laan van Langerhuize en loopt naar het zuiden, waar het uitkomt en aansluit op de wijk Waardhuizen en eindigt aan Gondel.

## Opbouw van de wijk
De bouw van de wijk begon in de tweede helft van de jaren zestig en is in de jaren zeventig voltooid. De wijk is gelegen in de Bovenkerkerpolder en is vernoemd naar de vroegere Groenelaan die in dit deel van de Bovenkerkerpolder heeft gelegen. De wijk bestaat uit een combinatie van hoogbouw, middelhoogbouw en laagbouw en is opgezet als een tuinstad met veel groen, bomen en waterpartijen. De wijk bestaat uit een viertal woonbuurten die vanaf de Groenelaan worden ontsloten door kleine woonstraten waarbij het parkeren geschiedt op zogenaamde "woonpleintjes" waarbij het gehele pleintje is voorzien van "parkeervakbestrating". Centraal in de wijk maakt de Groenelaan een S-bocht waar tevens de Sportlaan de weg verbindt met de Beneluxbaan. Op dat centrale punt is het overdekte winkelcentrum "Groenhof" gelegen waaromheen een aantal hoge flats zijn gesitueerd. Het winkelcentrum is in 2019 / 2020 grootschalig gerenoveerd waarbij tevens, naast Albert Heijn en Jumbo, een derde supermarkt (een filiaal van Lidl) is gerealiseerd.
Aan de oostkant van de wijk zijn langs de rand aan de Middelpolder woningen voor de beter gesitueerden met grote vrijstaande huizen en bungalows gebouwd. De Middelpolder ten oosten tussen de wijk en de Amstel bevindt zich een parkachtige omgeving die alleen door middel van smalle bruggetjes en voetpaadjes is te bereiken overgaand in een gedeeltelijk agrarische landschap richting de Amstel.
Aan beide zijden van de Groenelaan zijn 4 grote wooncircuits gerealiseerd. Deze zijn enerzijds vernoemd naar waterbouwkundige begrippen en rivieren alsmede vernoemd naar bergen en gebergten.
Ten noorden van de wijk bevinden zich het hoofdkantoor van KPMG en het Ziekenhuis Amstelland. Over de Groenelaan rijden twee buslijnen van Connexxion.

###### Voormalig snelwegtracé

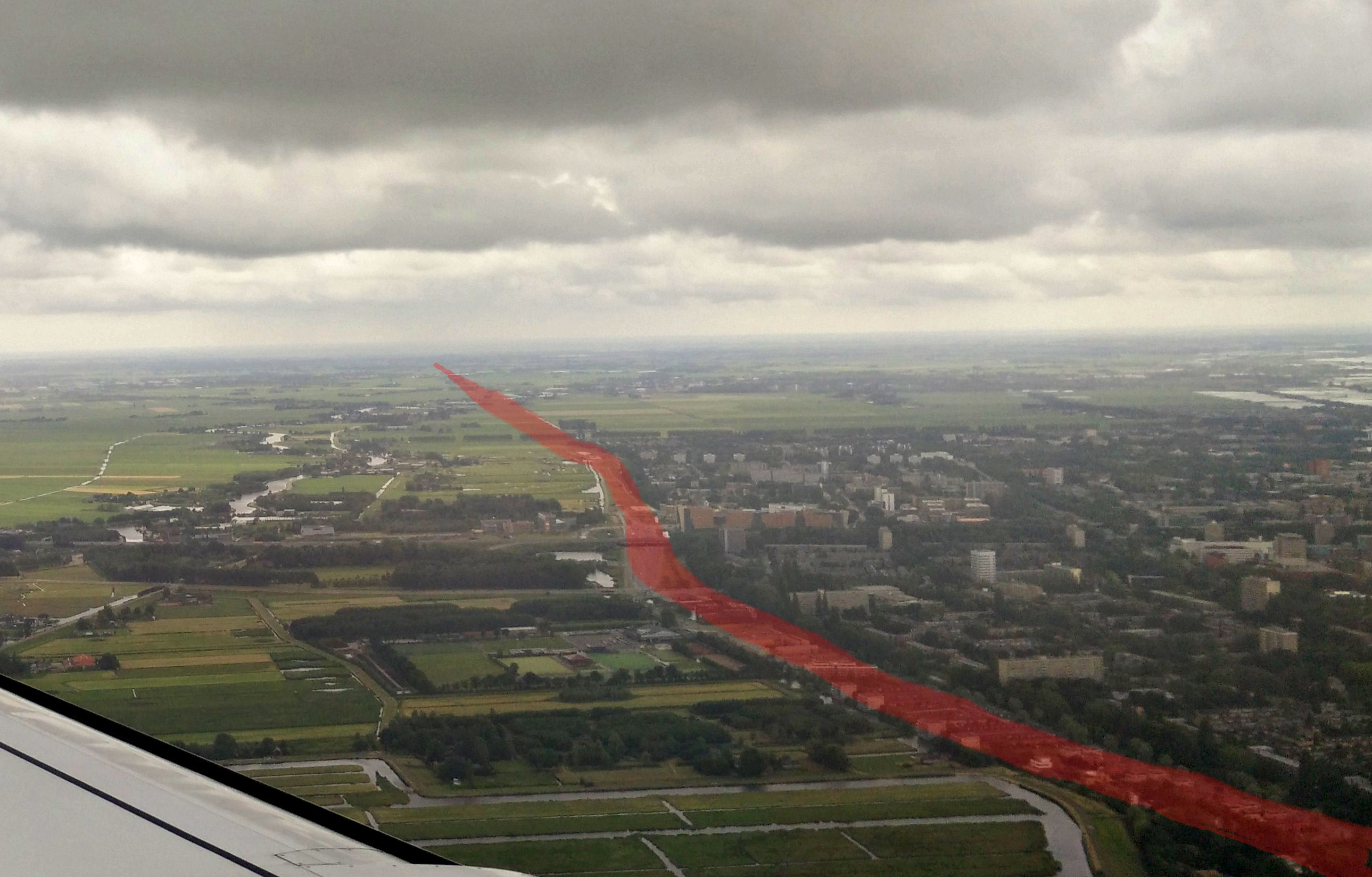
Wijk Groenelaan gezien vanuit vogelvluchtperspectief met het snelwegtracé gemarkeerd.

Direct ten oosten van de wijk was Rijksweg 3 gepland, lopend van de A10 in Amsterdam bij de RAI richting Rotterdam. De sporen van deze geplande weg waren nog lange tijd te zien aan het ruim bemeten afslagcomplex Amstelveen-Oost aan de A9. Voor een nooit gerealiseerde afrit lag tot 2017 ten zuiden van de wijk het ongebruikte dijklichaam richting de Beneluxbaan. De grond onder het dijklichaam blijkt echter ernstig verontreinigd te zijn waarna besloten is tot afgraving van het dijklichaam en sanering van de grond met een oppervlakte van 74.200 m³ waarna de grond beschikbaar zal komen voor woningbouw onder de buurtnaam Middenwaard. In tegenstelling tot Bankras / Kostverloren werd het beoogde tracé van deze autosnelweg aan de oostkant van de wijk niet gebruikt voor aanvullende woningbouw maar bleef groen qua uitstraling. Na het definitief schrappen van Rijksweg 3 kwamen er in dit gebied recreatieve (fiets)paden en werd in 2011 Golfcentrum Amsteldijk gerealiseerd. Over het voormalige snelwegtracé kwam toegangsweg De Afslag, dat is vernoemd naar zowel de golfbaan als de voormalige snelweg.